# Lista de personagens de Grand Theft Auto
Esta é uma lista de personagens da aclamada franquia de jogos eletrônicos Grand Theft Auto.

## Protagonistas

### Grand Theft Auto: Liberty City Stories
Toni Cipriani é o protagonista de Grand Theft Auto: Liberty City Stories, tendo também aparecido como pessoa coadjuvante em Grand Theft Auto III. Sua voz original em Liberty City Stories e em GTA 3 é de Danny Mastrogiorgio e de Michael Madsen respectivamente. É considerado um personagem de personalidade leal, porém explosivo e impotente. Trabalha para Salvatore Leone, o líder da família Leone e chefe da Mafia , no Grand Theft Auto III Claude acaba com Leone e Toni não é mais visto.

### Grand Theft Auto: Vice City Stories
Victor Vance é o protagonista de Grand Theft Auto: Vice City Stories. Depois de ser demitido das forças armadas, ele tenta ganhar dinheiro com negócios ilegais, se aprofundando cada vez mais no mundo das drogas em Vice City. Ele é o irmão mais velho de Lance Vance, um amigo de Tommy Vercetti. Em Grand Theft Auto: Vice City, Victor é morto pelos capangas de Ricardo Diaz.

### Grand Theft Auto IV: The Lost and Damned
Johnny Klebitz é o personagem principal da expansão episódica Grand Theft Auto IV: The Lost and Damned. Ele é vice-presidente da gangue de motoqueiro chamada The Lost MC. Johnny teve uma aparição em GTA V, onde é morto por Trevor Phillips, um dos protagonistas do jogo. Trevor, posteriormente, extermina todos os membros do The Lost MC da região.

### Grand Theft Auto: Chinatown Wars
Huang Lee é o protagonista de Grand Theft Auto: Chinatown Wars. Lee apareceu pela primeira vez em Grand Theft Auto IV, e agora estreia sua aventura solo na série GTA. É sobrinho do chefe da Família Lee, Wu Lee, uma ramificação da máfia chinesa na América. Ele acredita que não há nada errado em trabalhar para outras organizações que não a de seu tio. Seu pai foi morto e Lee deixado ferido, mas sobreviveu.

### Grand Theft Auto V
Michael De Santa (nascido Michael Townley) é um dos três protagonistas jogáveis de Grand Theft Auto V. Ned Luke atuou como Michael, proporcionando dublagem e captura de movimentos. Michael tem 48 anos de idade e é o marido de Amanda, e pai de Jimmy e Tracey. Cada um dos protagonistas têm habilidades especiais que podem ser usadas durante o jogo; a capacidade de Michael é retardar o tempo quando entra em combate.
No prólogo do jogo, Michael participa de um assalto malsucedido em Ludendorff, North Yankton, que obriga um de seus cúmplices, Trevor Philips, a se esconder. Nove anos mais tarde, Trevor descobre que Michael se fingiu de morto e que ele está vivendo em Los Santos com sua família. Ao longo do jogo, Michael e Trevor cometem uma série de assaltos com a ajuda de Franklin Clinton. No entanto, Trevor descobre mais tarde que Michael premeditou a falha do assalto em Ludendorff, que matou Brad. Apesar de não perdoar Michael, Trevor mais tarde auxilia sua fuga de um mexicano. Depois de completar sua mais ousada façanha (invadindo o Union Depository, a maior reserva de barras de ouro dos EUA), Franklin é abordado por duas partes exigindo que ele mate Trevor ou Michael. Se ele escolher o último, Franklin persegue Michael para um lugar isolado, antes de empurrá-lo para a morte de uma torre d'água. Se ele optar por matar nenhum dos dois, o trio se une para eliminar todos os seus inimigos.
Luke inicialmente não queria fazer o teste para o papel de Michael, pois ele estava em um outro projeto. Depois de ler o material de teste e ter mais informações sobre o personagem, Luke tornou-se interessado em fazer os testes. Ele disse: "Após a leitura do material, minha opinião imediatamente foi alterada do 'eu não vou fazer isso' para 'ninguém mais está fazendo isso'. Foi simplesmente brilhante". Para se preparar para seu papel, Luke recebeu games anteriores da Rockstar, começando estudar a franquia pelo Grand Theft Auto IV. Luke considera que a personalidade de Michael é a fusão da interpretação de Hugh Beaumont como Ward Cleaver na sitcom Leave It to Beaver (1957–1963) e a interpretação de Al Pacino como Tony Montana em Scarface de 1983.
Trevor Philips
Franklin Clinton é um dos três protagonistas jogáveis de Grand Theft Auto V. Shawn "Solo" Fonteno interpretou Franklin, proporcionando dublagem e captura de movimentos. Membro da Chamberlain Gangster Families (CGF), um conjunto de gangues, Franklin é um homem que tem ambições de ganhar muito dinheiro. Percebendo que ele não vai conseguir isso com uma gangue de rua, faz um trabalho semi-legítimo ao lado de seu melhor amigo Lamar Davis, como agente de reintegração de posse para Simeon Yetarian, que é dono de uma concessionária de carros de luxo. Franklin é um excelente motorista e sua habilidade especial permite desacelerar o tempo dentro de um veículo.
Simeon ordena a Franklin que recupere um veículo comprado por Jimmy De Santa, mas enquanto estava dirigindo o carro de volta para a concessionária, o pai de Jimmy, Michael, se levanta do banco traseiro do carro, leva uma arma à cabeça de Franklin e o manda quebrar a vidraça do lobby da concessionária, que por sua vez leva à demissão de Franklin. Impressionado com a criminalidade profissional de Michael, Franklin o procura para um eventual trabalho, e Michael vê grande potencial em Franklin; mais tarde o emprega em vários trabalhos, incluindo muitos assaltos. Enquanto isso, Franklin se dá mal com Harold "Stretch" Joseph, um integrante da Chamberlain Gangster Families, que acredita que ele pode dar ordens devido ao seu status de maioral na gangue, mas Franklin zomba. Lamar, muitas vezes, leva Franklin em negócios perigosos, organizados por Stretch, irritando Franklin e causando um racha entre os dois amigos. Quando Franklin se recusa a resgatar Lamar de um negócio que não deu certo, a ex-namorada de Franklin, Tanisha, o faz perceber que sua nova vida rica é muito isolada e materialista, e ele precisa se preocupar com as pessoas de sua antiga vida. Franklin salva Lamar, deduzindo que Stretch trocou sua lealdade aos Ballas, uma gangue rival. Depois de completar o mais audacioso assalto, Franklin é ordenado por Steve Haines a matar Trevor e por Devin Weston a matar Michael. Caso Franklin mate Trevor ou Michael, ele cessa o contato com o sobrevivente e retorna à sua antiga vida. Se ele matar nenhum dos dois, o trio elimina seus inimigos, incluindo Haines e Weston.
Fonteno tomou conhecimento do trabalho por intermédio de seu amigo DJ Pooh, que trabalhou no GTA: San Andreas e esteve envolvido na produção musical de Grand Theft Auto V. Fonteno disse que crescer no sul de Los Angeles e estar exposto à cultura de gangues o ajudou a conectar-se ao caráter de Franklin. Para interpretar Franklin, ele inspirou-se em seu envolvimento anterior com uma quadrilha de tráfico de drogas. "Eu já vivi a vida dele antes... Ele foi cercado por drogas, o crime e mora com sua tia — eu vivia com minha avó —, então houve muita familiaridade", disse Fonteno. Não tendo trabalhado como ator desde quando retratou Face no filme The Wash em 2001, Fonteno procurou conselhos de Ned Luke e Steven Ogg, atores de Michael e Trevor, respectivamente, para refinar suas habilidades de atuação.

### Grand Theft Auto VI
Jason Duval, Lucia Caminos, Cal Hampton, Boobie Ike, Dre'Quan Priest, Real Dimez, Raul Bautista, Brian Heder.